# Stealth

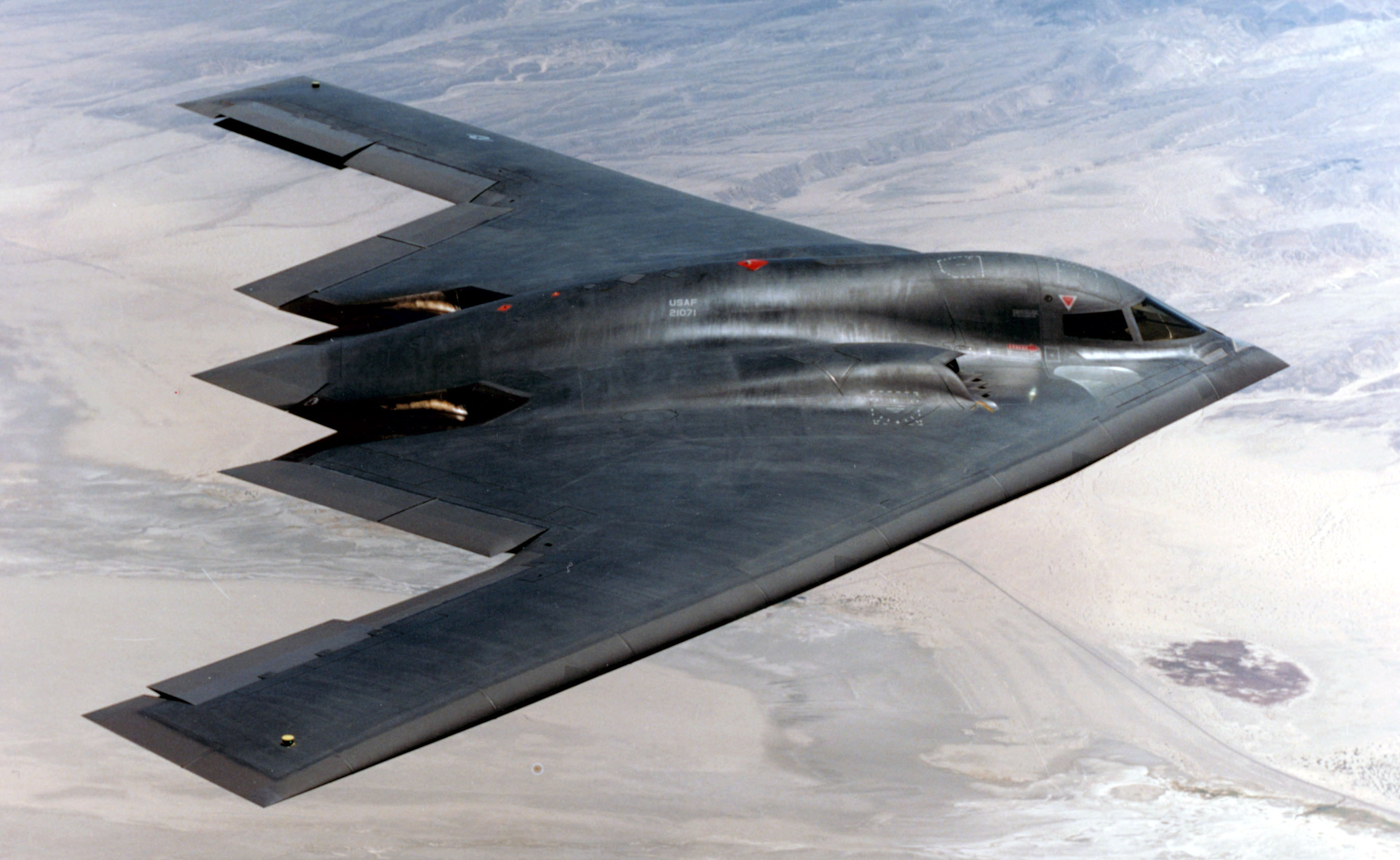
Northrop B-2 Spirit

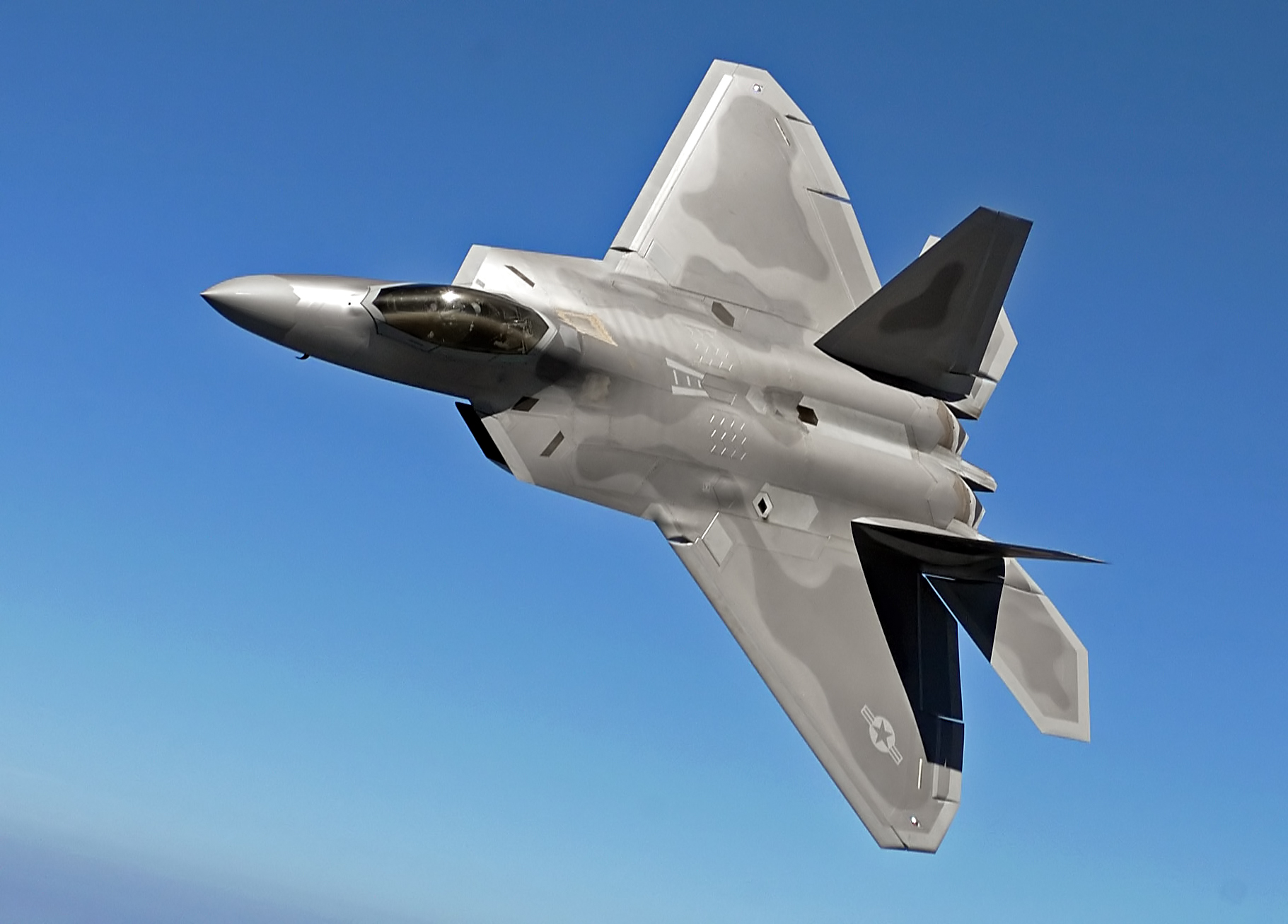
F-22 Raptor

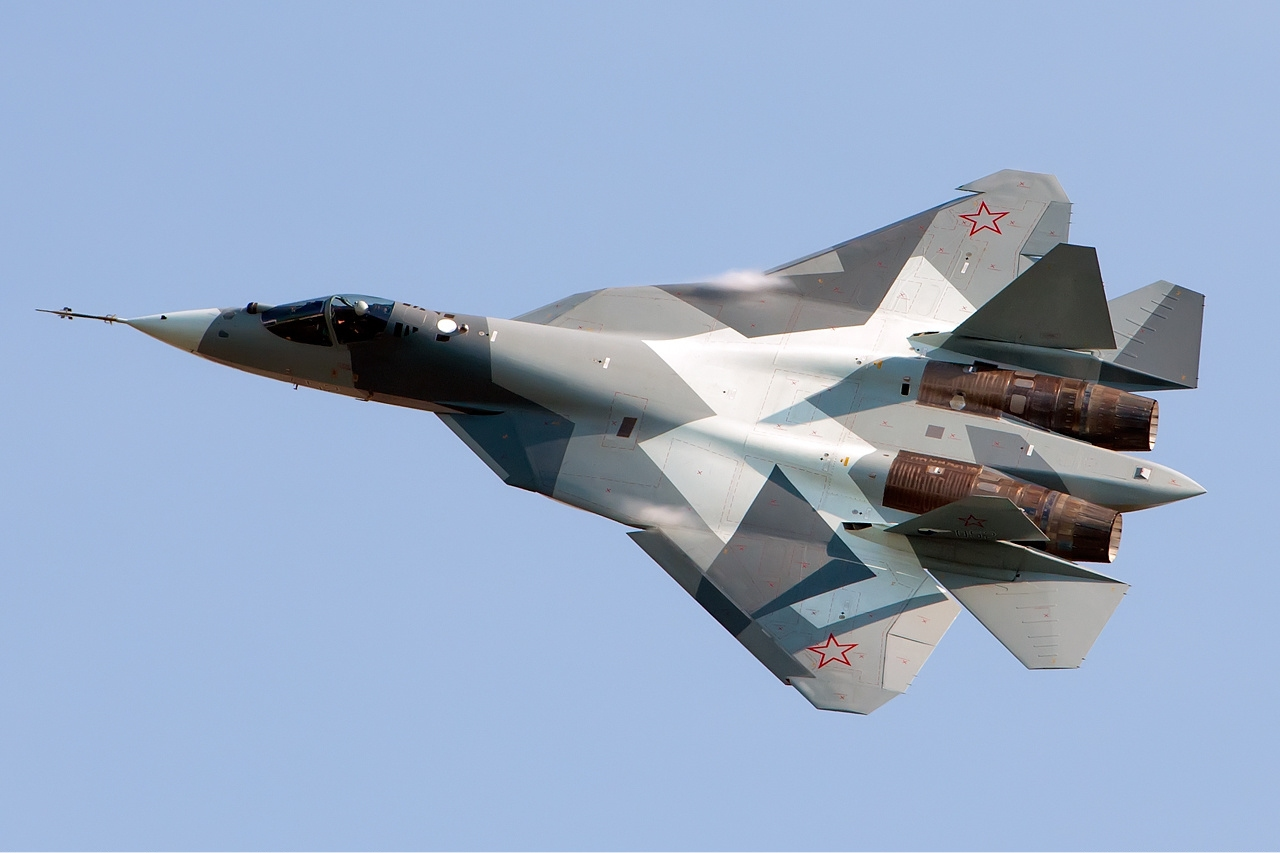
Suchoj PAK FA

Stealth neboli v češtině daleko méně užívaný výraz obtížná zjistitelnost znamená co možná nejvíce omezit možnost zjištění, identifikace a zaměření cíle detekce (letadla, lodě nebo pozemního vozidla) pomocí různých detekčních systémů – zejména radaru a prostředků využívajících infračervené záření. Již v minulosti byly využívány různé druhy nátěrů techniky pro oklamání zraku nepřítele. Ty se využívají i dnes, ale hlavní důraz se klade na zamezení detekce radarem či infračervenými a jinými prostředky.

## Radar
Pro zjišťování polohy letadla (obecně cíle) vysílá radar elektromagnetické záření, jehož část, odražená od letounu, se vrací zpět do přijímače (obvykle spojeného s vysílačem), který pak díky tomu určuje polohu cíle. Přesněji řečeno určuje směr k cíli. Pro určení polohy cíle je nutné vyhodnocovat jeho vzdálenost od radaru nebo použít více radarů současně.
Vědci se proto zaměřili na tři oblasti výzkumu: odraz radarových paprsků, jejich rušení a pohlcování, aby mohli snížit odrazivou plochu radarového záření (RCS – Radar Cross Section).
Viz též heslo radar.

### Odrazy
Základem je pokusit se odrazit radarové paprsky tak, aby se nevrátily zpátky do zdroje. Toho lze dosáhnout různými tvary letadla. Jedním z přístupů je zmenšení počtu úhlů a jejich sjednocení (a opakování). Zdrojem RCS jsou například rotující lopatky proudových motorů; z tohoto důvodu má stroj s technologií stealth ukryty motory uvnitř trupu. Dalším zdrojem mohou být náběžné hrany křídel, různé výstupky a prohlubeniny. Z toho důvodu je výzbroj umístěná v pumovnicích uvnitř trupu.

### Pohlcování
K tomuto účelu se využívají speciální materiály, které mají menší odrazivost než materiály klasické – například místo kovů jsou použity uhlíkové kompozity. Daleko efektivnější je ale využití speciálních materiálů (RAM – Radar Absorbent Materials), schopných pohltit radarové záření, přeměnit ho na tepelnou energii a snížit tak odrazivost letounu. Ty jsou ale velice drahé a navíc jejich účinnost se výrazně liší v různých kmitočtech.

### Rušení
Další metoda, jak snížit zpozorovatelnost letounu, je využití vysílače (rušičky), která vysílá stejný signál, jenž se odráží od letounu, ale s opačnou fází – tím se obě fáze vyruší a k radaru se zpátky nevrátí nic.